# P-70 Ametist
P-70 Ametist (ryska: П-70 Аметист (Ametist), NATO-rapporteringsnamn: SS-N-7 Starbright) var den första sovjetiska sjömålsroboten som kunde avfyras från ubåtar i undervattensläge.

## Historia
1 april 1959 beslutade Sovjetunionens ministerråd att en sjömålsrobot som kunde avfyras från ubåtar i undervattensläge skulle utvecklas för Sovjetiska flottan. Roboten skulle komplettera P-6 som bara kunde avfyras från ytläge. Samtidigt beslutades att en ny klass av atomubåtar kallad Projekt 661 Antjar (Papa-klass) skulle byggas för att bära dessa robotar.
Den första provskjutningen ägde rum i augusti eller september 1960 och den första undervattensavfyringen från en ubåt gjordes 24 juni 1961. Det dröjde dock ända tills sista december innan K-162, den första ubåten i ”Projekt 661”, togs i tjänst. Därmed hade roboten redan året innan hunnit tas i tjänst på ubåtarna av klassen Projekt 670 Skat (Charlie-klass).
Ubåten K-43 hyrdes ut till Indiens flotta 1988–1991 där den tjänstgjorde under namnet Charka.

## Konstruktion
Robotarna förvaras i och avfyras från speciella avfyringstuber placerade mellan formskrovet och tryckskrovet och vinklade 32,5° uppåt. Avfyringstuberna är dolda innanför luckor i formskrovet. Roboten är innesluten i en vattentät behållare av glasfiber. När behållaren når ytan tänds robotens startmotorer (fyra stycken) varvid behållaren spricker och robotens vingar fälls ut. Roboten kan avfyras från 30 meters djup och i upp till 5,5 knops hastighet.